# 945 a tudományban
A 945. év a tudományban és a technikában.

## Születések
- al-Szidzszí csillagász és matematikus (1020)